# Levantamento de peso nos Jogos Pan-Americanos de 2019 - Até 64 kg feminino
A categoria até 64 kg feminino do levantamento de peso nos Jogos Pan-Americanos de 2019 foi disputada em 29 de julho  no Coliseo Mariscal Caceres, em Lima. 

## Calendário
Horário local (UTC-5).
| Data        | Horário | Fase  |
| ----------- | ------- | ----- |
| 29 de julho | 12:00   | Final |

## Medalhistas
| Ouro   | COL Mercedes Pérez  |
| Prata  | USA Mathlynn Sasser |
| Bronze | ECU Angie Palacios  |

## Resultados
| Pos.              | Halterofilista           | Grupo | Arranque (kg) | Arremesso (kg) | Total (Kg) |
| ----------------- | ------------------------ | ----- | ------------- | -------------- | ---------- |
| Medalha de ouro   | COL Mercedes Pérez       | A     | 105           | 130            | 235        |
| Medalha de prata  | USA Mathlynn Sasser      | A     | 102           | 130            | 232        |
| Medalha de bronze | ECU Angie Palacios       | A     | 105           | 123            | 228        |
| 4                 | CAN Maude Charron        | A     | 101           | 123            | 224        |
| 5                 | CUB Marina Rodríguez     | A     | 96            | 126            | 222        |
| 6                 | NCA Sema Ludrick         | A     | 89            | 112            | 201        |
| 7                 | ARG María Luz Casadevall | A     | 88            | 108            | 196        |
| 8                 | PER Eldi Paredes         | A     | 81            | 111            | 192        |
| 9                 | GUA Lesbia Cruz          | A     | 80            | 108            | 188        |
| 10                | PER Angie Cárdenas       | A     | 81            | 106            | 187        |
| 11                | CRC Laura Zamora         | A     | 66            | 85             | 151        |